# Vállus
Vállus là một thị trấn thuộc hạt Zala, Hungary. Thị trấn này có diện tích 21,8 km², dân số năm 2010 là 131 người, mật độ 6 người/km².